# Kolan (Burkina Faso)
Kolan es un pueblo de Burkina Faso, en la Región Boucle du Mouhoun, y concretamente en la Provincia de Nayala. Kolan se localiza en el extremo sur del Sahel y tiene 955 habitantes (1996).